# Wrs
Андреи-Ионут Урсу (рум. Andrei-Ionuț Ursu [анˈдреј јоˈнутс ˈурсу]; Бузау, 16. јануар 1993), професионално познат као wrs ([урс]; стилизовано малим словима), румунски је играч, певач и текстописац. Пре него што је започео своју каријеру уметника, радио је као играч за познате уметнике као што је Ина и био је део балетског ансамбла Про ТВ у многим ТВ емисијама.  У јануару 2020. потписао је уговор са Глобал Рекордс и започео пројекат електро-поп музике са уметничким именом wrs. 

## Живот и каријера
Андреи-Ионут Урсу је рођен у Бузауу, Румунија, 16. јануара 1993. године. Плесом је почео да се бави са 12 година јер су га подстицали родитељи, фолклораши. 
Године 2015. започео је музичку каријеру у дечачком бенду Shot.  После две године напустио је пројекат, преселио се у Лондон и почео да компонује музику. 
Урс је дебитовао у јануару 2020. са песмом „Why“.  
У фебруару 2022, Урс је објавио сингл „Llámame“, са којим је представљао Румунију на Песми Евровизије 2022. године.   

## Дискографија

### Синглови
| Назив                    | Година |
| ------------------------ | ------ |
| "Why"                    | 2020   |
| "No Weight"              | 2020   |
| "Hadi"                   | 2020   |
| "La răsărit"             | 2020   |
| "All Alone"              | 2020   |
| "Amore" (са İlkan Günüç) | 2021   |
| "Maui" (са Killa Fonic)  | 2021   |
| "Tsunami"                | 2021   |
| "Leah" (са Iraida)       | 2021   |
| "La Luna"                | 2021   |
| "Dalia"                  | 2022   |
| "Don't Rush"             | 2022   |
| "Llámame"                | 2022   |
| "Lily"                   | 2022   |